# Ташкентский кадетский корпус
Ташкентский Наследника Цесаревича кадетский корпус — военно-учебное заведение (кадетский корпус) в Ташкенте, Российская империя.
Открыт в 1900 году как приготовительная школа 2-го Оренбургского кадетского корпуса, преобразован в кадетский корпус в 1904 году.

## Открытие школы
В июле 1899 год император Николай II утвердил положение Военного совета об основании приготовительной школы 2-го Оренбургского кадетского корпуса, местом пребывания которой был выбран Ташкент.
Штатным расписанием Ташкентской приготовительной школы предусматривалась подготовка за казённый счёт 100 воспитанников из числа сыновей офицеров, служивших в Туркестанском военном округе. В первый подготовительный класс школы принимались мальчики в возрасте 8—10 лет. После успешного окончания курса школы они должны были переводиться без экзамена в 3-й класс 2-го Оренбургского кадетского корпуса.
Директором школы был назначен полковник И. М. Бонч-Богдановский. Занятия в школе для 30 первых воспитанников начались 1 сентября 1900 года.
С начала своего основания школа в учебно-воспитательном деле руководствовалась положениями и инструкциями для кадетских корпусов Российской империи. Школа подчинялась командующему войсками Туркестанского военного округа, контроль за учебным процессов находился в ведении начальника штаба округа.

## Образование кадетского корпуса
4 декабря 1901 года император распорядился произвести преобразование приготовительной школы в полноценный кадетский корпус. Воспитанники школы постепенно переводились на полный курс обучения кадетских корпусов. 8 мая 1904 года было объявлено об окончательном преобразовании приготовительной школы в Ташкентский кадетский корпус.
5 октября 1904 года корпусу было пожаловано шефство великого князя и наследника цесаревича Алексея Николаевича, в связи в чем корпус был наименован Ташкентским Наследника Цесаревича кадетским корпусом и на эполеты и погоны чинов корпуса и кадет был установлен вензель Алексея.
Первый выпуск кадет состоялся в 1908 году. В дальнейшем многие выпускники корпуса после окончания военных училищ выходили на службу в туркестанские стрелковые и артиллерийские части.
4 марта 1917 года, в связи с отречением императора Николая II, шефство цесаревича было отменено, корпус переименован в Ташкентский кадетский корпус, а 4 апреля приказано снять с погон вензеля цесаревича, вместо которых присвоена шифровка «Т.К.».

## Помощь корпусу со стороны жителей Туркестана
С самого начала своего существования кадетскому корпусу большое внимание уделяло руководство Туркестанского военного округа и в том числе — непосредственно командующий. Так, например, при материальной поддержке командующего округом была оборудована баня, прачечная, для которой выписали стиральную машину, школе была подарена специальная санитарная карета и прекрасно оборудованный фотографический кабинет на 12 рабочих мест. Супруга командующего подарила кадетскому корпусу рояль.
Многие состоятельные и не очень состоятельные жители города Ташкента и туркестанцы также не остались в стороне от нужд кадетского корпуса. Например, для обеспечения занятий по ботанике и зоологии великий князь Николай Константинович принёс в дар оранжерею тропических растений и ферму шелковичных червей. Комплекты столярных инструментов для уроков труда поступили от старого кадета статского генерала Фёдорова. Из Термеза от солдат 13-го Туркестанского стрелкового батальона была доставлена в большой клетке гигантская степная ящерица — варан.

## Постановка педагогической работы
Об успехах учебной и воспитательной деятельности педагогического коллектива кадетского корпуса писал на страницах столичной газеты «Русский инвалид» известный публицист В. С. Кривенко в статье «Приготовительная школа»: «Нельзя не радоваться за учебное заведение, в котором служебный персонал с неослабным молодым рвением работает, вьет уютное гнездо для среднеазиатских птенцов. Из чтения ежегодного отчета выносишь хорошее чувство дружной, воодушевленной работы крепко сплоченного учебно-воспитательного состава.»
Большое внимание в корпусе уделялось поддержанию физического здоровья детей, поступивших на учебу в корпус. Многие дети приезжали из неблагополучных областей, таких как Термез, Мерв, Ашхабад, где распространенным заболеванием была лихорадка. Помимо медикаментозного лечения, использовали ежедневные ванны и обязательное вечернее омовение ног. Больные корью, лихорадкой и свинкой находились на усиленном питании, получая сверх обычного меню молоко, яйца. Детям дважды в неделю меняли белье и трижды — носки.
При поступлении на учебу только у нескольких кадет зубы были в порядке, поэтому были изысканы средства для приглашения зубного врача, который наблюдал и лечил зубы детей.
Большое внимание уделялось физическому и нравственному воспитанию учащихся. Помимо ежедневных гимнастических упражнений, которыми дети занимались не менее 25—30 минут в день, и занятия разного рода подвижными играми, были введены обязательные занятия по труду, на уроках которого учащиеся осваивали разные прикладные ремесла.
Учащимся с самого начала обучения внушались понятия о чести и достоинстве кадета, как будущего офицера — защитника отечества, прививалось чувство товарищества и уважения к старшим. Нравственное воспитание учащихся также строилось и на религиозно-нравственных началах. Не имея собственной церкви, кадеты каждое воскресенье строем ходили в военный Спасо-Преображенский собор на богослужение и причащение.
Пением в корпусе занимались все кадеты без исключения, так как считалось, что развитие слуха и художественного вкуса является необходимыми для рационального воспитания учащихся. Те учащиеся, у которых были музыкальные способности, обучались игре на скрипке, виолончели или фортепиано.
Также все кадеты обучались танцам, с целью привить представление о светских манерах и умение держать себя в обществе.
Известно, что в 1901—1902 учебном году с целью утверждения в обществе и семье идей, положенных в основу учебно-воспитательной работы, школа решила широко допускать в свои стены родителей и родственников учащихся, а также издавать печатные обзоры своей работы.
Еженедельно проводились заседания Педагогического комитета корпуса, зачастую с участием родителей. На этих заседаниях зародилась идея учреждения Туркестанского педагогического кружка, в котором объединились бы творческие усилия педагогов всех учебных заведений города Ташкента: мужской и женской гимназий, учительской семинарии, народных училищ во главе с инспектором Ф. М. Керенским, кадетской школы.
Естественную историю и ботанику в корпусе преподавал орнитолог и путешественник Николай Алексеевич Зарудный, французский язык — Жозеф-Антуан (Иосиф Антонович) Кастанье, рисование — художник Сергей Петрович Юдин, историю — директор Второй Ташкентской женской гимназии Михаил Вуколович Лавров (1874—1929), математику — Илья Фомич Горский.

## Судьба корпуса после революции
После Октябрьской революции 1-я рота Ташкентского кадетского корпуса в полном составе ушла в Ташкентскую крепость, где вместе с частями, сохранившими верность Временному правительству, три дня вела бои с революционными отрядами. Это, однако, не помешало переходу власти в Ташкенте к коалиции большевиков и левых эсеров. 
Занятия в Ташкентском кадетском корпусе (переименованном в военную гимназию) продолжались до весны 1918 года, и после 11-го выпуска по решению новых властей он был расформирован. Однако в организованном порядке учащиеся и преподаватели Ташкентского кадетского корпуса были вскоре эвакуированы в Иркутск.

## Директора школы и корпуса
- 1900—1904 — полковник Иосиф Михайлович Бонч-Богдановский
- 01.08.1904 — 10.08.1908 — полковник (генерал-майор) Владислав Валерианович Волынцевич-Сидорович
- 10.08.1908 — 1918 — генерал-майор Владимир Матвеевич фон Кох

## Здания корпуса
Первоначально приготовительная школа помещалась в здании окружного инженерного управления.  
2 сентября 1901 года состоялось освящение нового здания, специально построенного для школы на окраине Ташкента за рекою Салар.
16 октября 1905 года была освящена пристроенная к основному зданию корпуса церковь во имя Св. Алексия Митрополита Московского и всея России Чудотворца. В алтаре храма был установлен походный иконостас императора Петра I, пожертвованный великим князем Николаем Константиновичем и полученный им ранее от Переяславльского мужского монастыря.
В 1920 году в здании корпуса был открыт медицинский факультет Туркестанского университета. В XXI веке в нём размещается 2-я клиника Ташкентской медицинской академии.

## Интересные факты
- В 1912 году кадеты Ташкентского корпуса Витольд Красовский и Борис Авдеев получили медали «За храбрость» за спасение офицеров сапёрного батальона во время бунта солдат этого батальона в лагерях под Ташкентом летом 1912 года. Они с опасностью для собственной жизни сообщили начальству о начавшемся бунте[9].

## Галерея
- Здание Ташкентского кадетского корпуса
- Здание Ташкентского кадетского корпуса
- Здание Ташкентского кадетского корпуса
- Здание Ташкентского кадетского корпуса
- Парадная лестница Ташкентского кадетского корпуса
- Церковь Ташкентского кадетского корпуса
- Здание Ташкентского кадетского корпуса
- Здание Ташкентского кадетского корпуса
- Здание Ташкентского кадетского корпуса
- Церковь Ташкентского кадетского корпуса
- Вид здания Ташкентского кадетского корпуса и реки Салар, 1909 год
- Футбольный матч в Ташкентском кадетском корпусе, 1914 год